# Zile și nopți
Zile și nopți este un ghid te tip city-guide din România, cu apariție bilunară.
În octombrie 2010 tirajul lunar al ghidului era de 720.000 de exemplare, în 22 de ediții, din care 7 săptămânale și 15 bilunare.
Primul număr al revistei a apărut la data de 4 octombrie 2000 în Brașov, poiana Brașov și Valea Prahovei, editorii extinzând ulterior activitatea, ajungând în octombrie 2010 să cuprindă 22 de ediții locale care apăreau în 34 de orașe din România.
Din 2002, au apărut alte două ediții locale, la Timișoara, în 2003, încă două în Cluj și Galați/Brăila, Sibiu, iar în 2004 la Bistrița.
În noiembrie 2009, ghidul apărea în țară în 21 de ediții, care acopereau 32 de orașe.